# Sporazum o pitanjima sukcesije bivše Socijalističke Federativne Republike Jugoslavije
Sporazum o pitanjima sukcesije bivše Socijalističke Federativne Republike Jugoslavije je međunarodni ugovor o zajedničkoj dijeljenoj sukcesiji Socijalističke Federativne Republike Jugoslavije postignut od strane njezinih bivših sastavnih republika, a danas nezavisnih država sljednica.
Sporazum je postignut 2001. godine, po okončanju ratova na području bivše Jugoslavije i nakon dugotrajnih pregovora koje je pomagala međunarodna zajednica. Sporazumom je utvrđeno kako postoji pet suverenih ravnopravnih država sljednica SFR Jugoslavije (Slovenija, Hrvatska, Bosna i Hercegovina, Republika Makedonija - danas Sjeverna Makedonija - i Savezna Republika Jugoslavija - danas Srbija dogovorom Srbije i Crne Gore). Sporazum je stupio na snagu 2. lipnja 2004. godine kada ga je i posljednja od država sljednica (Hrvatska) ratificirala. Za razliku od nekih drugih slučajeva u kojima bi samo jedna država u cijelosti naslijedila pravnu osobnost prijašnje države (na primjer Rusija u slučaju Sovjetskog Saveza ili Srbija u slučaju Srbije i Crne Gore), više novih nezavisnih država izravno je sudjelovalo u državnoj sukcesiji SFR Jugoslavije. Iz istog razloga niti jedna od njih nije automatski i u potpunosti naslijedila međunarodnu pravnu osobnost prethodne države ili automatski nasljijedila članstvo u međunarodnim organizacijama ili ugovorima.
Sporazum o sukcesiji je potpisan kao okvirni sporazum koji tako uključuje i niz priloga o diplomatskim i konzularnim nekretninama, financijskoj imovini i obvezama, arhivima, mirovinama, drugim pravima, interesima i obvezama, kao i privatnim nekretninama i stečenim pravima. 2021. godine, primjena Sporazuma ostaje još uvijek nepotpuna s znatnim razlikama u svakoj domeni i s posebnim izazovima u restituciji prava na nekretnine u drugim republikama za privatne tvrtke i pojedince. Taj izazov osobito je izražen u slučaju restitucije prava na privatno vlasništvo u Hrvatskoj.

## Kontekst
Dok su Slovenija, Hrvatska, Bosna i Hercegovina te Republika Makedonija tumačile raspad Jugoslavije kao definitivno urušavanje prijašnje federacije, novoosnovana Savezna Republika Jugoslavija (Srbija i Crna Gora) tvrdila je kako je upravo ona jedina pravna nasljednica SFR Jugoslavije. Savezna Republika Jugoslavija tako je polagala pravo na imovinu, kao i automatsko članstvo u međunarodnim organizacijama i ugovorima bivše SFR Jugoslavije. Badinterova komisija osnovana je 27. kolovoza 1991. godine kako bi pružila formalnu platformu za pregovore među jugoslavenskim republikama o ovom i drugim pitanjima. Komisija je 29. studenog 1991. iznijela mišljenje kako je SFR Jugoslavija u procesu raspada, otvarajući put za priznavanje novih država.  Komisija je primila Jedinstvenu inventuru imovine i obveza SFRJ na dan 31. prosinca 1990. godine, koja je potvrđena 1993. godine, ali je odbačena od strane Srbije i Crne Gore nakon smjene Milana Panića. Još ranije, 12. veljače 1992. godine, Srbija i Crna Gora su se složile formirati novu federaciju, a 27. travnja 1992. godine proglasile su osnivanje Savezne Republike Jugoslavije kao izravan nastavak ranije jugoslavenske države polažući pravo na puni pravni subjektivitet bivše SFR Jugoslavije. Ovu interpretaciju odbacile su Europska zajednica i Sjedinjene Američke Države. Odbačeni su i svi kasniji zahtjevi za sukcesiju državne imovine koji su dolazili od strane entiteta ispod razine jugoslavenskih republika (Federacija Bosne i Hercegovine, Republika Srpska ili Republika Srpska Krajina).
U svjetlu ovih neslaganja, pregovori o sukcesiji su nastavljeni tek 1995. godine. 22. studenog 1995. godine Vijeće sigurnosti Ujedinjenih naroda usvojilo je Rezoluciju 1022 kojom se pozdravljaju napori za postizanje suglasnog sporazuma o državnom nasljeđivanju koji će omogućiti prijenos imovine novim državama.